# Морозівка (Броварський район)
Моро́зівка — село в Україні у Баришівській селищній громаді Броварського району Київської області. Населення — 2,43 тис. осіб.

## З історії села
Засноване 1500 року.
За козаччини, до 1781 року селище Морозівка було у складі Баришівської сотні Переяславського полку.
Зі скасуванням козацького полкового устрою, селище перейшло до складу Остерського повіту Київського намісництва. За описом 1787 року у Морозівці було 197 душ, село у володінні «казених людей», козаків і власників: підпоручника Олексія Конаровського, військового товариша Осипа Купчинського, іноземних справ перекладача Воїнаховського жінки Марфи. 
Від початку XIX століття Морозівка вже у складі Переяславського повіту Полтавської губернії.
Є на мапі 1812 року
1910 року - селище Баришівської волості Переяславського повіту Полтавської губернії, 212 господарств, 1174 мешканця.
Під час радянського голодомору за вцілілими архівними даними лише з 06 лютого 1932 по 27 серпня 1932 року в селі Морозівка від голоду померло 26 жителів, причому в усіх причина смерті записана «невідомо». Ще чотирьох закатованих голодом односельців пригадали старожили Морозівки – очевидці трагедії. 
Після 1945 року приєднана Кандіївка
До 12 червня 2020 року було центром Морозівської сільської ради.

## Населення
Згідно з переписом УРСР 1989 року чисельність наявного населення села становила 2451 особа, з яких 1145 чоловіків та 1306 жінок.
За переписом населення України 2001 року в селі мешкало 2397 осіб.

### Мова
Розподіл населення за рідною мовою за даними перепису 2001 року:
| Мова       | Відсоток |
| ---------- | -------- |
| українська | 95,60 %  |
| російська  | 3,74 %   |
| білоруська | 0,37 %   |
| інші       | 0,29 %   |

## Відомі люди
- Галинський Іван Романович — бандурист.
- Гурін Василь Данилович (1928—2000) — народний артист УРСР.
- Попович Денис Григорович (1979—2015), позивний «Денді» — захисник донецького аеропорту.
- Поправка Юрій Юрійович (1995—2014) — майданівець, який загинув під час АТО.